# Saint-Georges-de-la-Couée
Saint-Georges-de-la-Couée is een gemeente in het Franse departement Sarthe (regio Pays de la Loire) en telt 195 inwoners (1999). De plaats maakt deel uit van het arrondissement La Flèche.

## Geografie
De oppervlakte van Saint-Georges-de-la-Couée bedraagt 11,6 km², de bevolkingsdichtheid is 16,8 inwoners per km².
De onderstaande kaart toont de ligging van Saint-Georges-de-la-Couée met de belangrijkste infrastructuur en aangrenzende gemeenten.

## Demografie
Onderstaande figuur toont het verloop van het inwonertal (bron: INSEE-tellingen).